# Reußendorf (Wüstung)
Reußendorf war ein unterfränkisches Dorf im heutigen Truppenübungsplatz Wildflecken mit 434 Einwohnern im Jahre 1938.

## Lage
Das Dorf lag auf 690 Meter über dem Meeresspiegel etwa zwei Kilometer westlich von Wildflecken und war das höchstgelegene Dorf in Unterfranken.

## Geschichte
Gegründet wurde Reußendorf 1579 als Reußenhof, Teil der Bestallung des Bischofsheimer Amtmanns. Der Reußenhof war ursprünglich eine Schweizerei. Der Würzburger Fürstbischof Johann Gottfried von Guttenberg bot 1687 den Bewohnern von Wildflecken an, ein Dorf zu errichten. Nachdem nichts geschah, boten sich Oberbacher an. 1691 wurde mit ihnen der Bau von 18 Gehöften ausgehandelt. Eine Schule wurde 1803 errichtet, die Kirche 1885 gebaut und zwölf Jahre später 1897 ein Friedhof angelegt, zuvor waren die Bewohner in Oberbach bestattet worden.
Das Dorf wurde wie andere zum 1. April 1938 wegen der Anlage des Truppenübungsplatzes Wildflecken geräumt. Wer mithalf, durfte vorerst bleiben. Die anderen Bewohner zogen in die Rhön, in den Großraum Frankfurt oder nach Süddeutschland. Am 1. April 1951 wurde Reußendorf mit noch 259 Einwohnern aufgelöst.
Die ehemalige Landgemeinde Reußendorf bestand aus den Dörfern Reußendorf und Silberhof und umfasste 533,31 Hektar. Sie wurde 1942 aufgelöst und dem Heeresgutsbezirk Wildflecken zugeteilt. Die Absiedlung der Gemeinde war zum Zeitpunkt der Volkszählung 1939 bereits erfolgt.